# پخشان عزیزی
پخشان عزیزی (کردی سورانی: په‌خشان عه‌زیزی‎؛ زادهٔ ۵ شهریور ۱۳۶۳ در مهاباد)، فعال حقوق بشر، فعال حقوق زنان، مددکار اجتماعی و روزنامه‌نگار کردتبار اهل ایران است که هم‌اکنون به‌عنوان زندانی سیاسی در ایران شناخته شده است. در ۳ مرداد ۱۴۰۳، دادگاه انقلاب تهران او را با اتهام‌های «شورش مسلحانه علیه دولت (بغی)» و «عضویت در گروه‌های مخالف»، در کنار حکم چهار سال زندان به اتهام عضویت در حزب حیات آزاد کردستان (پژاک)، به اعدام محکوم کرد. وکلای او اتهامات وارده را رد می‌کنند.

## پیش از دستگیری
پخشان عزیزی، در ۵ شهریور ۱۳۶۳ در مهاباد، واقع در استان آذربایجان غربی زاده شد. وی دانش‌آموخته مددکاری اجتماعی با گرایش آسیب‌شناسی اجتماعی در دانشگاه‌های تهران، تبریز و علامه طباطبائی است. او به مدت ۱۰ سال به عنوان مددکار در مناطق کردنشین سوریه به آوارگانی کمک می‌کرد که از جنگ با داعش فرار کرده بودند. او پس از از اولین بازداشت و آزادی با قید وثیقه، به اقلیم کردستان عراق مهاجرت کرد و به فعالیت در حوزه حقوق زنان پرداخت.

## احکام و بازداشت‌ها
پخشان عزیزی، اولین بار در تاریخ ۲۵ آبان ۱۳۸۸ در تجمع اعتراضی دانشجویان کُرد دانشگاه تهران علیه اعدام‌های سیاسی در کردستان، توسط مأموران امنیتی بازداشت شد. وی پس از ۴ ماه بازداشت با قرار وثیقه آزاد و پس از مدتی از ایران خارج شد.
در ۱۳ مرداد ۱۴۰۲، پخشان عزیزی به همراه پدر، برادر، خواهر و همسر خواهرش در تهران بازداشت شد. همه آن‌ها به مدت دو هفته در سلول انفرادی بند ۲۰۹ زندان اوین نگه‌داری شدند. پخشان عزیزی ۳ ماه و ۳ هفته را در سلول انفرادی بند ۲۰۹ زندانی بود و در ۱۹ آذر ۱۴۰۲، پس از پایان مراحل بازجویی به بند زنان اوین منتقل شد. امیر رئیسیان، یکی از وکلای عزیزی در مرداد ماه به روزنامه شرق گفت: «حتی در خود حکم نیز هیچ‌گونه اشاره‌ای به هیچ عملیات و یا درگیری نظامی خانم عزیزی با هیچ شخص حقیقی یا حقوقی دولتی یا غیردولتی ایرانی نشده است.» مازیار طاطایی، دیگر وکیل پخشان عزیزی نیز به روزنامه شرق گفت: «برای ما هم مشخص نیست که خانم عزیزی که در خود حکم هم به عنوان مدرس حوزه زن‌شناسی معرفی شده است در چه اقدام مسلحانه‌ای مشارکت و دخالت داشته است» و «فقط این جمله عیناً در حکم آمده است که: 'ایشان به صورت مسلحانه در کشورهای عراق و سوریه تردد نموده است و در جنگ‌های داخلی سوریه مشارکت کرده است'.»
در ۳ مرداد ۱۴۰۳، قاضی ایمان افشاری، رئیس شعبه ۲۶ دادگاه انقلاب تهران، پخشان عزیزی را به اتهام «شورش مسلحانه علیه دولت (بغی)» و «عضویت در گروه‌های مخالف» به اعدام محکوم کرد. همراه با حکم اعدام، عزیزی به اتهام عضویت در حزب حیات آزاد کردستان (پژاک) به چهار سال زندان نیز محکوم شد.
در ۱۹ دی ۱۴۰۳، شعبه ۳۹ دیوان عالی کشور حکم اعدام صادر شده برای وی را تأیید کرد. امیر رئیسیان وکیل عزیزی در واکنش به حکم دیوان عالی گفت: «به نقایص در تحقیقات بی‌توجهی شده، به مدارک و مستنداتی که نشان می‌داد پرونده خانم عزیزی مستعد صدور حکم اعدام نیست و فعالیت ایشان در شمال سوریه در اردوگاه آوارگان شنگال و سایر اردوگاه‌های آوارگان جنگ داعش فعالیت مسالمت‌آمیزی بوده که اساساً سویه سیاسی نداشته و حول محور امدادرسانی به تهاجمات داعش بوده است، هیچ توجهی نشده است.» امیر رئیسیان چنین حکمی را «اساساً در تعارض رویه قضائی کشور، احکام پیشین صادر شده حتی در همین شعبه دیوان عالی و در تعارض با سیاست قضائی کشور در رابطه با مجازات‌های سالب حیات» می‌داند.
در ۲۸ دی ۱۴۰۳، خالد عالی پناه، پسر دایی وریشه مرادی و سخنگوی «کارزار برای آزادی» به بی‌بی‌سی فارسی گفت که وریشه مرادی، پخشان عزیزی و هفت زن زندانی دیگر در اوین از شب گذشته ممنوع الملاقات شده‌اند و اجازه هیچ‌گونه تماس تلفنی با خانواده یا وکلای خود را ندارند. عالی پناه می‌گوید این اتفاق پس از آن افتاد که خبرگزاری فارس، رسانه نزدیک به سپاه پاسداران انقلاب اسلامی، برنامه‌ای علیه پخشان عزیزی و وریشه مرادی پخش کرد. عالی پناه این برنامه را «سناریو سازی» علیه دو زندانی محکوم به اعدام توصیف کرد. در این برنامه پخشان عزیزی و وریشه مرادی متهم شده‌اند که «عضو گروه پژاک هستند»، در اعتراضات ۱۴۰۱ نقش داشتند و برای ادامه مأموریت خود علیه حکومت ایران به این کشور بازگشتند و در «خانه‌های تیمی» مستقر شدند. خالد عالی پناه اتهامات مطرح شده در این برنامه را رد می‌کند.

### ادعای خبرگزاری تسنیم در رابطه با تعویق حکم
در ۳ بهمن ۱۴۰۳، خبرگزاری تسنیم به نقل از شورای امنیت کشور (شاک)، مدعی به تعویق افتادن اجرای حکم پخشان عزیزی شد. ساعاتی بعد تسنیم، با رد ادعای «به تعویق افتادن حکم» نوشت: «جزئیات تکمیلی از حکم اعدام «پخشان عزیزی» حاکی است تغییری در حکم پرونده پیش نیامده و تنها طبق روال عادی قضایی، وکیل پرونده پخشان عزیزی از اعضای فعال گروهک تروریستی پژاک، در حال پیگیری جهت تجدید نظر در حکم صادره است.» در طی همان روز، صدای آمریکا در واکنش به تسنیم نوشت: «اعلام این خبر از قول منابع آگاه «شورای امنیت» جمهوری اسلامی همزمان با روزهای نخست آغاز به کار دونالد ترامپ، رئیس‌جمهوری ایالت متحده، است، و این در حالی است که امروز گزارش‌هایی از اعتصاب کسبه در سنندج در اعتراض به صدور احکام اعدام منتشر شد.» همچنین صدای آمریکا، تعدادی گزارش ویدئویی تحت عنوان «اعتصاب شهرهای کردنشین در اعتراض به احکام اعدام پخشان عزیزی و وریشه مرادی.» نشان از «اعتصاب گسترده در مناطق کردنشین ایران» داد. اعتصابات در شهرهای «سنندج»، «مریوان»، «سقز»، «مهاباد» و «دیواندره» رخ داد. در ویدئوهایی دیگر، مأمورانی را درحال پلمپ مغازه‌های اعتصاب کرده نشان می‌دهد.

### شکنجه در زندان
بارها در بازجویی به دار می‌کشیدنش. ۱۰ متر به قعر زمین فرو می‌بردنش و باز بیرون می‌آوردند و سرخورده و شکست خوردهٔ اجتماعی قلمدادش می‌کردند.— شرح شکنجه‌ها در زندان، در نامه پخشان عزیزی از زندان اوین
پخشان عزیزی، در نامه خود، اعلام کرد که تحت شکنجه‌های شدید قرار داشته و بارها اعدام مصنوعی شده است. همچنین به‌گزارش شبکه حقوق بشر کردستان، او از حق تماس تلفنی و ملاقات محروم است.

## مکاتبات رسمی مرتبط با فعالیت در زمینه مددکاری اجتماعی
در ترجمه فارسی نامه‌های رسمی از هلال احمر کردی و سازمان توانبخشی شمس در منطقه شمال شرق سوریه، گواهی شده است که پخشان عزیزی به عنوان مددکار اجتماعی به آنها کمک می‌کرده است. آسو عزیزی، برادر پخشان این اسناد را در اختیار بی‌بی‌سی فارسی قرار داد. آسو عزیزی به بی‌بی‌سی گفت: لپ‌تاپی که وزارت اطلاعات از خواهرم ضبط کرده و حاوی تمام مدارک چندین ساله کار او در کمپ‌ها و سازمان‌های بین‌المللی است، «نه به دادگاه تحویل داده و نه صورت‌جلسه شده است.» آسو همچنین تاییدیه‌های مختلفی از سه سازمان بین‌المللی در اقلیم کردستان عراق و سوریه را در اختیار بی‌بی‌سی قرار داد، که طبق این نامه‌ها پخشان به‌صورت داوطلبانه در این سازمان‌ها فعالیت مددکاری انجام داده است.
در نامه‌ای به امضای ماجا هس، مؤسس سازمان غیرانتفاعی بشردوستانه سوئیسی که در حوزه بهداشت در کشورهای مختلف از جمله شمال شرق سوریه فعالیت می‌کند، تأیید می‌شود پخشان عزیزی در کمپ نوروز در منطقه دریک، که پناهجویانی از شنگال در آن مستقر بودند به‌عنوان داوطلب در حوزه کار اجتماعی، به‌ویژه برای زنان و کودکان آسیب‌دیده، فعالیت کرده است. در نامه دیگر که به امضای سازمان توان‌بخشی و توسعه شمس در شمال شرق سوریه رسیده است، نشان می‌دهد عزیزی از سپتامبر ۲۰۱۷ (میلادی) تا دسامبر ۲۰۲۱ در اردوگاه الهول در شهر حسکه در حوزه کمک به زنان و کودکان نجات‌یافته از جنگ و خشونت به‌صورت داوطلبانه مددکاری کرده است. در نامه‌ای از هلال احمر شمال شرق سویه تأیید می‌شود که عزیزی از دسامبر ۲۰۱۴ تا اوت ۲۰۱۷ در اردوگاه نوروز وابسته به این سازمان در شهر دیریک سوریه به‌عنوان مددکار اجتماعی فعالیت داوطلبانه داشته است.
آسو عزیزی، برادر پخشان، در پیامی در شبکه‌های اجتماعی از عموم مردم خواست که برای لغو حکم اعدام به یاری خواهرش بیایند و گفت: «پخشان تنها به دنبال عدالت و حقوق مردم بود» و اتهامات وارد شده به خواهرش بی‌اساس و ناعادلانه است. عزیز عزیزی، پدر پخشان نیز با انتشار فایل صوتی که به تأیید بی‌بی‌سی فارسی رسیده، گفت دخترش یک مددکار اجتماعی بوده و در تمام مراحل پرونده‌اش ذکر شده که تمام فعالیت‌های پخشان عزیزی همواره مسالمت‌آمیز بوده و تأکید داشت که «پرونده پخشان حتی با عقل هم جور در نمی‌آید، چه کسی می‌تواند در یک دوره کوتاه هم‌زمان دوره آموزشی دندان‌پزشکی، سیاسی و نظامی را بگذراند».

## واکنش‌ها
- جمعی از زنان ایزدی و عراقی در ۲۷ ژوئیهٔ ۲۰۲۴ و در پایان سومین کنفرانس زنان عراق که به پیشاهنگی «انجمن زنان عراق»، «جنبش آزادی زنان ایزدی» (تاژه) و «جمعیت اور و فرهنگ زنان و کودکان» در بغداد برگزار شد، در اعتراض به صدور حکم اعدام برای پخشان عزیزی و شریفه محمدی بیانیه‌ای صادر کرده و در مخالفت با مجازات اعدام در ایران کمپینی را تحت عنوان «نه به اعدام، آری به زندگی آزاد» اعلام کردند.[۲۶]
- ۲۶ نهاد حقوق بشری خواستار لغو حکم اعدام: ۲۶ نهاد مدافع حقوق بشر با انتشار بیانیه مشترکی صدور حکم اعدام برای پخشان عزیزی را به شدت محکوم کردند و آن را «نقض آشکار اصول و موازین حقوق بشری» دانستند. این بیانیه روز دوشنبه ۱۹ شهریور و با امضای نهادهایی از جمله سازمان حقوق بشر ایران، بنیاد عبدالرحمن برومند، عدالت برای ایران و کمپین بین‌المللی حقوق بشر در ایران منتشر شد.[۲۷]
- نرگس محمدی، برنده جایزه صلح نوبل، تأیید حکم اعدام پخشان عزیزی در دیوان عالی کشور را نشان از عزم جمهوری اسلامی برای شدت بخشیدن به سرکوب زنان و انتقام از جنبش «زن، زندگی، آزادی» خواند و در حساب اینستاگرام خود نوشت: «جمهوری اسلامی می‌خواهد با شروع اعدام «زن زندانی سیاسی»، شدت رعب و وحشت و انتقام را به مردم ایران نشان دهد.» او از مردم ایران، آزادیخواهان جهان، مجامع بین الملی حقوق بشری و سازمان ملل خواست در مقابل سیاست اعدام هم‌صدا شوند.[۲۸]

### گزارشگران حقوق بشر سازمان ملل متحد
در ۱۴ ژانویه ۲۰۲۵، گروهی از کارشناسان مستقل حقوق بشر در سازمان ملل متحد، نگرانی خود را از تصمیم دیوان عالی ایران مبنی بر تأیید حکم اعدام صادر شده برای پخشان عزیزی، ابراز کردند. آنها نوشتند: «اتهامات علیه خانم پخشان عزیزی به حد نصاب 'جدی‌ترین جرایم' قانون بین‌الملل که برای صدور حکم اعدام لازم است، نمی‌رسد.» آن‌ها تأکید کردند «حکم اعدام او نقض جدی قانون بین‌المللی حقوق بشر محسوب می‌شود.» کارشناسان گفتند: «بازداشت و محکومیت خانم عزیزی در ظاهر، تنها مرتبط با فعالیت‌های قانونی او به‌عنوان یک مددکار اجتماعی، منجمله حمایت او از پناهندگان در عراق و سوریه است.»
آنها از گزارش‌های مربوط به «شکنجه شدید روانی و جسمی وی در دوران انفرادی برای گرفتن اعتراف» و همچنین محرومیت‌اش از ملاقات با خانواده و دسترسی به وکیل منتخب خود، ابراز نگرانی کردند. کارشناسان بیان کردند «چندین عضو خانواده عزیزی نیز به‌طور موقت بازداشت و با اتهامات امنیت ملی مواجه شده‌اند.» به گفته کارشناسان: «به احتمال قوی، به جهت تحت فشار قرار دادن او برای اعتراف کردن.» آن‌ها گفتند: «استفاده از شکنجه برای به‌دست آوردن اعتراف و محرومیت از حقوق دادرسی عادلانه، نشان‌دهنده خودسرانه بودن حکم مرگ علیه خانم عزیزی است.»
کارشناسان با نگرانی شدید اشاره کردند که تعداد کل اعدام‌ها در ایران در سال ۲۰۲۴ از ۹۰۰ نفر فراتر رفت و اعدام زنان افزایش یافته است. آن‌ها بر ضرورت توقف اعدام‌هایی که مغایر با «الزامات حقوق بین‌الملل» و «ناقض حقوق و آزادی‌های اساسی هستند»، تأکید کردند و افزودند: «ما به شدت نگران هدف‌گیری خاص فعالان زن کرد با اتهامات سیاسی هستیم. محاکمه خانم عزیزی نشان‌دهنده افزایش آزار و اذیت فعالان زن اقلیت در ایران و نیت مداوم بر مجازات و ساکت کردن آن‌ها با ایجاد جو ترس است.» کارشناسان از مقامات ایرانی خواستند که فوراً حکم اعدام پخشان عزیزی را لغو کنند، به «ادعاهای شکنجه» و «نقض حقوق دادرسی عادلانه» رسیدگی کنند، و به آزار و هدف قرار دادن فعالان زن در ایران پایان دهند. آن‌ها خاطر نشان کردند که در این زمینه با دولت ایران در تماس هستند.

### رهبر جنبش سبز
در ژانویه ۲۰۲۵، زهرا رهنورد، از رهبران شناخته شده جنبش سبز ایران، در پیامی خواهان لغو حکم اعدام پخشان عزیزی شد. رهنورد در پیامی که به تأیید بی‌بی‌سی فارسی رسید، گفت: «حاکمان وظیفه دارند حکم اعدام پخشان عزیزی، مددکار آزاده را لغو و او را آزاد کنند.» رهنورد گفت «باید لغو این حکم، شروعی باشد که یک بار برای همیشه درهای زندان‌ها را باز و همه کنشگران آزادی را به آغوش جامعه بازگردانند و شروع این اقدام با اولویت آزادی زنان محبوس در همه جای کشور عزیزمان ایران باشد.»